# FC Stern München
Die FC Stern München 1919 e. V. ist ein am 8. September 1919 gegründeter Sportverein aus dem Münchner Stadtteil Trudering-Riem.
Neben der großen Fußballabteilung hat der Verein eine Abteilung Sport und Gesundheit.

## Geschichte
Am 8. September wurde die selbständige Fußballabteilung der Turnerschaft München-Ost von 1905 gegründet. Die Spielstätte war damals der Sportplatz an der Emmeramstraße in Kirchheim.
1921 erfolgte die Spaltung von Turnen und Sport und somit die Trennung von der Turnerschaft München-Ost. 1929 konnte der Aufstieg in die Kreisliga (damals zweithöchste Spielklasse) mit Alfons Beckenbauer, dem Onkel von Franz Beckenbauer, gefeiert werden.
Am 16. März 1946 fand die Vereinswiedergründung als FC Stern-Eintracht statt. Der neue Sportplatz befand sich nun an der Auerfeldstraße im Stadtteil Au-Haidhausen und als Spieler-Trainer konnte man den Ex-Nationalspieler Josef Hornauer gewinnen. Nach zwei erzwungenen Standortwechseln zwischen 1950 und 1963 spielt der FC Stern bis heute (2018) an der neu errichteten Bezirkssportanlage an der Feldbergstraße in Trudering-Riem.
1970 wurde eine Fußball-Frauenmannschaft und eine Gymnastikabteilung gegründet.

## Fußball
Die Frauenmannschaft spielt seit der Saison 2012/13 durchgehend in der viertklassigen Bayernliga, die erste der drei Herrenmannschaften in der neuntklassigen Kreisklasse.
Mit Andrea Gavrić stammt eine Bundesligaspielerin aus der Jugend des FC Stern.

## Floorball
Die Floorball-Abteilung wurde 2007 gegründet und ist bis 2018 auf über 250 Mitglieder angewachsen. Die Abteilung beschloss 2023 eine Ausgliederung in einen eigenständigen Verein und gründete den Floorball-Club München.